# Неронд (кантон)
Неро́нд (фр. Nérondes) — кантон во Франции, находится в регионе Центр, департамент Шер. Входит в состав округа Сент-Аман-Монтрон.
Код INSEE кантона — 1821. Всего в кантон Неронд входят 13 коммун, из них главной коммуной является Неронд.

## Коммуны кантона
| Коммуна              | Население, чел. (1999) | Почтовый индекс | Код INSEE |
| -------------------- | ---------------------- | --------------- | --------- |
| Бле                  | 617                    | 18350           | 18031     |
| Иньоль               | 178                    | 18350           | 18113     |
| Корнюс               | 291                    | 18350           | 18072     |
| Круази               | 130                    | 18350           | 18080     |
| Люньи-Бурбонне       | 27                     | 18350           | 18131     |
| Менту-Кутюр          | 316                    | 18320           | 18143     |
| Морне-Берри          | 163                    | 18350           | 18154     |
| Неронд               | 1 618                  | 18350           | 18160     |
| Сент-Илер-де-Гондийи | 190                    | 18320           | 18215     |
| Тандрон              | 110                    | 18350           | 18260     |
| Уруэ-ле-Бурдлен      | 667                    | 18350           | 18175     |
| Флавиньи             | 184                    | 18350           | 18095     |
| Шарли                | 257                    | 18350           | 18054     |

## Население
Население кантона на 1999 год составляло 3 411 человек.
| 1962  | 1968  | 1975  | 1982  | 1990  | 1999  | 2006 | 2007 |
| ----- | ----- | ----- | ----- | ----- | ----- | ---- | ---- |
| 4 955 | 5 491 | 4 975 | 4 809 | 4 753 | 4 748 | -    | -    |